# Козак Нетяга (дума)
«Дума про козака Нетя́гу» — одна з найбільш ранніх відомих українських козацьких дум.
Найдавніший текст відомий з рукописного збірника Кондрацького (1684). Вперше опублікована відомим вченим Михайлом Возняком у 1928 році.